# Enterprise content management
Enterprise content management (ECM) betreft het beheer van ongestructureerde informatie binnen een onderneming. Ongestructureerde informatie is alle informatie die niet direct als veld in een database benaderbaar is. Hierbij kan het gaan om allerlei soorten documenten (bijvoorbeeld Office-documenten van het type Word (.doc), Excel (.xls) etc., maar ook PDF, XML, e-mailberichten, afbeeldingen, video's en geluidsfragmenten).

## Herkomst: paraplubegrip
Eigenlijk is ECM een paraplubegrip, waaronder deeloplossingen als document management, web content management, zoeken, samenwerken (bijvoorbeeld deze wiki), records management, digital asset management, workflow management en scanning thuishoren. Al deze deelgebieden hebben gemeen dat er oplossingen worden gezocht voor het omgaan met ongestructureerde informatie. In het ene geval gaat dat specifiek over het beheren van een website, in het andere geval bijvoorbeeld om het digitaal beheren van contracten of het intern doorsturen van ingescande inkomende post.
De term ECM is waarschijnlijk afkomstig uit de marketingkoker van een van de vooraanstaande leveranciers in dit vakgebied. Het vakgebied is ontstaan toen document management systemen (zie: Documentmanagementsysteem ) bredere oplossingen gingen aanbieden voor het beheren van ongestructureerde informatie, bijvoorbeeld voor het ontsluiten van deze informatie richting websites. Tegelijkertijd begonnen web content management leveranciers (voor het beheer van de informatie op een website) functionaliteit aan te bieden om documenten te beheren, waardoor de vakgebieden overlappend werden. Momenteel zijn de grote leveranciers bezig een zo breed mogelijke afdekking van de problematiek van ongestructureerde informatie aan te bieden. Dit gebeurt met name door het overnemen van kleinere leveranciers die specifieke oplossingen aanbieden voor een bepaald type ongestructureerde informatie (bijvoorbeeld catalogus informatie) of voor bepaalde toepassingsgebieden (bijvoorbeeld het online samen kunnen werken aan een document).

## Doel
ECM is er primair op gericht om de levenscyclus van ongestructureerde informatie (van initiële creatie via bijvoorbeeld publicatie tot aan archivering en verwijdering) te ondersteunen. Belangrijke aspecten hierbij zijn het terugvinden van de betreffende informatie, en het bewaken van de integriteit ervan.
De terugvindbaarheid van content wordt onder andere geregeld door het toevoegen van metadata. Dit is informatie over de opgeslagen content. Veel voorkomende soorten van metadata zijn auteur, trefwoord en bijvoorbeeld creatiedatum. De meeste oplossingen voor ECM bieden ruime mogelijkheden om zelf de gewenste vormen van metadata te definiëren. Ook het aanbieden van geavanceerde zoekmogelijkheden behoort tot ECM.
Het bewaken van de integriteit van content gebeurt onder andere door het toepassen van versiebeheer, maar kan ook worden geregeld door de toegang tot bepaalde informatie te reguleren. Het toepassen van voorafgedefinieerde processen om content te creëren (workflow) behoort ook tot de mogelijkheden.

## Toepassingsgebieden
ECM kan voor veel verschillende doelstellingen worden ingezet. Vaak gaat het om het terugdringen van de papieren informatiestromen binnen een organisatie, soms over het voorkomen van het steeds opnieuw moeten maken van (kwijtgeraakte) informatie, soms om het versnellen van processen of het laten voldoen van processen aan wet- en regelgeving. Dit laatste toepassingsgebied geldt bijvoorbeeld sterk voor de farmaceutische industrie, waar informatie over geneesmiddelen moet voldoen aan allerlei strenge eisen. Het implementeren van ECM in een organisatie kan helpen bij het afdwingen van de vereiste processen. Dit toepassingsgebied is nauw verweven met compliance (zie bijvoorbeeld de Sarbanes-Oxley wetgeving ten aanzien van vastlegging van gegevens). Ook in de financiële sector is dit een belangrijk thema bij het invoeren van ECM.
Uitgeverijen zetten ECM in om sneller en meer gerichte uitgeefproducten te maken. Multinationale ondernemingen zetten ECM in om medewerkers internationaal te laten samenwerken zonder dat daarbij fysiek reizen nodig is.

## Systemen
Hoewel ECM veel meer is dan alleen een IT aangelegenheid (processen en organisatie-inrichting zijn minstens zo belangrijke factoren bij het geslaagd beheren van ongestructureerde informatie) worden er vanuit de hoek van softwareleveranciers al geruime tijd oplossingen aangeboden op het gebied van ECM. Sinds ongeveer 2001 is het - vanuit functioneel en technisch oogpunt - in principe niet meer nodig om met maatwerkoplossingen aan de slag te gaan. Sinds die tijd zijn de aangeboden oplossingen sterk volwassen geworden, en daarmee is het onderwerp ook geadopteerd door de grote leveranciers van bedrijfsbrede platformen als IBM, EMC², Microsoft en Oracle. Met name door overnames zijn hier veelomvattende oplossingen ontstaan, daarmee grote delen van de ECM paraplu bestrijkend. Door deze overnames is het vakgebied qua aanbieders wel behoorlijk in beweging. Industrie analisten als Forrester en Gartner besteden dan ook veel aandacht aan het rangschikken van de verschillende aanbieders.
Uiteraard is er naast de grote spelers ook een aantal kleinere software leveranciers actief op het gebied van ECM. Hun oplossingen kenmerken zich door een meer gespecialiseerde benadering van het onderwerp, bijvoorbeeld door te focussen op een bepaalde deelfunctionaliteit van ECM, een bepaalde bedrijfstak of zelfs een geografisch gebied. Op deelgebieden van ECM zijn Open source alternatieven voorhanden.

## Toekomst
In de markt ontstaan steeds meer geluiden dat ECM en Business intelligence (BI) niet als losstaande vakgebieden kunnen worden beschouwd. Waar ECM zich bezighoudt met het organiseren van ongestructureerde informatie, brengt BI orde aan in gestructureerde informatie (data). Beide soorten informatie zijn nodig voor organisaties om in staat te zijn gefundeerde beslissingen te nemen. Het vakgebied dat BI en ECM samenbrengt, heet Enterprise information management (EIM).